# Toni Harper
Toni Harper (Los Ángeles, 8 de junio de 1937 - Palm Springs, California, 10 de febrero de 2023),  también conocida como Toni Dunlap, fue una cantante infantil estadounidense que se retiró de la actuación a los 29 años. 

## Biografía
Después de aprender danza con Maceo Anderson, Harper fue elegida por el coreógrafo Nick Castle para Christmas Follies, en el Wilshire Ebell Theatre en 1945. Más tarde actuó en el escenario con Herb Jeffries y Cab Calloway. 
Actuó en el tercer concierto anual Cavalcade of Jazz celebrado en Wrigley Field en Los Ángeles producido por Leon Hefflin Sr. el 7 de septiembre de 1947. Woody Herman, The Valdez Orchestra, The Blenders, T-Bone Walker, Slim Gaillard, The Honeydrippers, Sarah Vaughan y the Three Blazers también actuaron ese mismo día.  Regresó para actuar en el octavo concierto de Cavalcade of Jazz el 1 de junio de 1952. Ese día también se presentaron Roy Brown and His Mighty Men, Anna Mae Winburn and Her Sweethearts, Jerry Wallace, Louis Jordan, Jimmy Witherspoon y Josephine Baker. 
Grabó "Candy Store Blues" en 1946, que se convirtió en disco de platino, apareció dos veces en Toast of the Town (más tarde The Ed Sullivan Show) en 1949 e hizo su tercera y última aparición en el programa en 1950 
Después del éxito como cantante infantil, grabó su primer álbum, Toni, para Verve Records en 1955, con el trío de Oscar Peterson. Hizo dos álbumes más, arreglados por Marty Paich, Lady Lonely (1959) y Night Mood (1960),  para RCA Victor.
Realizó una gira por Japón con Cannonball Adderley en 1963,  y apareció en la película How to Stuff a Wild Bikini (1965),  antes de retirarse de la actuación en 1966.

### Fallecimiento
Murió el 10 de febrero de 2023, cerca de su casa en Palm Springs, California, a la edad de 85 años.

## Discografía
- 1956 Toni (con el trío de Oscar Peterson)
- 1957 Here Come The Girls! (con la orquesta The Buddy Bregman)
- 1959 Lady Lonely (con Marty Paich & Orchestra)
- 1960 Night Mood (con Marty Paich & Orchestra)
- 1988 Candy Store Blues (compilación)

Con Dizzy Gillespie
- Jazz Recital (Norgran, 1955)

Con Harry James
- "Baby Blues" and "Peculiar Kind Of Feeling" on Columbia 39390 (1951)[9]
- "Blacksmith Blues" and "Don't Send Me Home" on Columbia 39671 (1952)[10]
- "Melancholy Trumpet" on Columbia 39846 (1952)[10]
- "Fruit Cake" on Columbia 39877 (1952)[11]